# ペール・ラーゲルクヴィスト
ペール・ラーゲルクヴィスト（Pär Fabian Lagerkvist ,1891年5月23日 - 1974年7月11日）は、スウェーデン・スモーランド地方のベクショー出身の作家・詩人・劇作家・エッセイスト。
1951年度ノーベル文学賞受賞者。人間の善悪という普遍的なテーマで作品を執筆し続けた。幼少期から受けた伝統的なキリスト教教育の影響から、バラバやさまよえるユダヤ人という人物像を通して創作をした。最も広く知られる作品は「バラバ」（1950年）で、イエス・キリストの身代わりに釈放された犯罪者バラバの数奇な運命を描いた傑作。1940年からスウェーデン・アカデミー終身会員。

## 主な作品
- Ordkonst och bildkonst 1913年
- Kaos 1919年
- Onda sagor 1924年
- Han som fick leva om sitt liv 1928年
  - 人間を生きさせたい(山室静訳)　現代世界戯曲選集　白水社、1953年/世界文学大系　筑摩書房
- Dvärgen 1944年
- バラバ（Barabbas 1950年）
  - 尾崎義訳 岩波書店 1953年　のち文庫
- 巫女（Sibyllan 1956年）
  - 山下泰文訳 2002年12月 岩波文庫
- Mariamne 1967年
- 地獄に降りたエレベーター (山口琢磨訳)「ヨーロッパ短編名作集」白水社、1961年
- 地獄へ下るエレベーター (谷口幸男訳) 現代北欧文学18人集 新潮社、1987年
- 刑吏 こびと (山口琢磨訳) ノーベル賞文学全集　主婦の友社、1971年
- アハスヴェルスの死 (谷口幸男訳) キリスト教文学の世界　主婦の友社、1977年